# فهرست کشورها بر پایه سرانه هزینه‌های نظامی
این فهرست کشورها بر پایه سرانه هزینه‌های نظامی کشورها، بر اساس ارزش دلار است.
| رتبه | کشور                | میزان دلار |
| ---- | ------------------- | ---------- |
| ۱    | عربستان سعودی       | ۶٬۹۰۹      |
| ۲    | سنگاپور             | ۲٬۳۸۵      |
| ۳    | اسرائیل             | ۱٬۸۸۲      |
| ۴    | ایالات متحده آمریکا | ۱٬۸۵۹      |
| ۵    | کویت                | ۱٬۲۸۹      |
| ۶    | نروژ                | ۱٬۲۴۵      |
| ۷    | یونان               | ۱٬۲۳۰      |
| ۸    | بریتانیا            | ۱٬۰۶۶      |
| ۹    | فرانسه              | ۹۷۷        |
| ۱۰   | بحرین               | ۹۱۲        |
| ۱۱   | استرالیا            | ۸۹۳        |
| ۱۲   | ایران               | ۸۶۶        |
| ۱۳   | لوکزامبورگ          | ۸۰۹        |
| ۱۴   | دانمارک             | ۸۰۴        |
| ۱۵   | هلند                | ۷۵۹        |